# Mike O’Connor
Mike O’Connor (* 12. Dezember 1961 in Clinton, Ontario) ist ein ehemaliger kanadisch-britischer Eishockeyspieler, -trainer und -funktionär der einen Großteil seiner Karriere in der British Hockey League unter Vertrag stand. Sein Sohn Ben ist ebenfalls britischer Nationalspieler.

## Karriere
Mike O’Connor begann seine Karriere als Eishockeyspieler in seiner Heimat Ontario. 1978 wurde er von den Sudbury Wolves bei der OHL Priority Selection in der neunten Runde als insgesamt 106. Spieler ausgewählt. Er wechselte aber nicht zu den Wolves, sondern spielte ein Jahr für die Sault Ste. Marie Greyhounds in der Ontario Major Junior Hockey League. Während seines Studiums an der Michigan Technological University spielte er für das Hochschulteam in der Central Collegiate Hockey Association der National Collegiate Athletic Association. In dieser Zeit wurde von den Los Angeles Kings beim NHL Entry Draft 1980 in der siebten Runde als insgesamt 136. Spieler ausgewählt. Er wechselte jedoch nie zu den Kings, sondern spielte nach seinem Studium ein Jahr für die Kalamazoo Wings in der International Hockey League.
1984 wechselte er nach England zurück und spielte bis 1993 für die Durham Wasps, mit denen er 1985, 1986, 1989, 1991 und 1992 die Hauptrunde der British Hockey League und 1991 auch die Playoffs gewann. 1987, 1988, 1991 und 1992 wurde er mit den Wasps auch Britischer Meister. Nach einem Jahr bei den Humberside Hawks, wechselte er 1994 zu den Sheffield Steelers, mit denen er 1995 und 1996 erneut die British Hockey League und 1997 deren Playoffs gewann und in allen drei Jahren Britischer Meister wurde.

### International
Für Großbritannien spielt O’Connor bei der C-Weltmeisterschaft 1992, der B-Weltmeisterschaft 1993 und der A-Weltmeisterschaft 1994.

### Trainer- und Funktionärslaufbahn
Schon während seiner aktiven Laufbahn wandte O’Connor sich dem Trainergeschäft zu. So war er von 1987 bis 1991 Spielertrainer der Durham Wasps. Nach einer Zeit als General Manager bei den Newcastle Riverkings bzw. Jesters war er von 2005 bis 2010 General Manager der Sheffield Steelers. Dazwischen fungierte er für ein Jahr als Chairman der Hull Thunder tätig. Zudem war er Cheftrainer der britischen Junioren bei der U20-C-Weltmeisterschaft 1990.

## Erfolge und Auszeichnungen
| - 1985 Gewinn der British Hockey League mit den Durham Wasps - 1986 Gewinn der British Hockey League mit den Durham Wasps - 1987 Britischer Meister mit den Durham Wasps - 1988 Britischer Meister mit den Durham Wasps - 1989 Gewinn der British Hockey League mit den Durham Wasps | - 1991 Britischer Meister und Gewinn der British Hockey League mit den Durham Wasps - 1992 Britischer Meister und Gewinn der British Hockey League mit den Durham Wasps - 1995 Britischer Meister und Gewinn der British Hockey League mit den Durham Wasps - 1996 Britischer Meister und Gewinn der British Hockey League mit den Durham Wasps - 1997 Britischer Meister mit den Durham Wasps |

### International
- 1992 Aufstieg in die B-Gruppe bei der C-Weltmeisterschaft
- 1993 Aufstieg in die A-Gruppe bei der B-Weltmeisterschaft